# Lutsk
Lutsk (tiếng Ukraina: Луцьк, chuyển tự: Luts'k, tiếng Ba Lan: Łuck, tiếng Belarus: Луцак hay Луцк, chuyển tự Lutchak hay Lutsk) là một thành phố nằm bên sông Styr ở tây bắc Ukraina.Thành phố là trung tâm hành chính của tỉnh Volyn và quận Lútkyi xung quanh, thành phố cũng là raion riêng trong tỉnh. Dân số theo điều tra năm 2022 là 215.986 người.